# Maria Virginia Fabroni
Maria Virginia Fabroni (o Fabbroni), (Tredozio, 2 dicembre 1851 – Tredozio, 10 agosto 1878) è stata una poetessa italiana della seconda metà del XIX secolo.

## Biografia
Figlia del medico Giuseppe e di Elisa Pieraccini, studiò al Conservatorio Sant'Anna di Pisa da aprile 1862 a settembre 1868. Qui, le educatrici capirono subito che si trattava di una giovane con una spiccata inclinazione per l'arte. Coltivò la passione per la musica. Il suo strumento era il clavicembalo ma, nonostante i buoni risultati ottenuti, non acquistò mai fama come musicista. Ben presto la popolarità che le diede la letteratura, in special modo la poesia, oscurò ogni altra espressione artistica della ragazza.
Fu durante il soggiorno in Conservatorio che M.V.F. incontrò colui che possiamo definire il suo mentore e cioè l'Ing. Cav. Paolo Folini, "l'operajo", o meglio, il Presidente della struttura collegiale - a cui dedica il primo libro "Ricordo" - 
Una volta terminati gli studi, al suo rientro a Tredozio, M.V.F. rimase in stretto contatto con lui. Il fitto rapporto epistolare, tuttora disponibile - Biblioteca Comunale di Forlì. Fondo Piancastelli - rivela quanto la poetessa gli fosse legata. Con lui si confidò e, grazie all'assiduo scambio di lettere, affinò l'arte del bello scrivere.
Nel 1868, all'età di diciassette anni, la Fabroni lasciò Pisa e tornò in seno alla famiglia. Da quel momento però, iniziarono gli scontri col padre. È importante sottolineare che il dottor Fabroni aveva un carattere molto forte col quale dominava la moglie, debole e malaticcia, e impartiva una severissima educazione alle figlie. Ad essere sotto mira fu soprattutto la passionale Maria Virginia alla quale impedì, per lungo tempo, di sposare il giovane che amava. Lei si oppose sempre ai matrimoni imposti e, per questa ragione, dovette sottostare a severe punizioni che sopportò a fatica finché, sfinita dalla tisi, venne a mancare il 10 agosto del 1878.
M.V.F. combatté, per tutta la sua breve vita, contro il maschilismo di una realtà conformista che non ammetteva l'autonomia di pensiero ad una donna. Purtroppo morì poco prima di potersi prendere la sua rivincita. Qualche mese più tardi, avrebbe sposato l'uomo per cui aveva tanto lottato. Il conflitto che la afflisse è chiaramente espresso nella poesia dal titolo "SCRIVE E NON AMA" del 1876 nella quale la poetessa rispose di getto al fidanzato della cugina il quale chiese all'amata informazioni su Virginia. La Fabroni era presente all'apertura della busta. La risposta, in versi, è permeata dal forte disagio della giovane donna ma, allo stesso tempo, da un bruciante desiderio di rivalsa.
Sul giornale "Il Ponte di Pisa" del 12-13 dicembre 1925, il giornalista Eugenio Cappelli scrive della poetessa in questi termini: "La sua bell'anima si rivela nelle sue poesie pura ed ingenua come il volto di una deliziosa fanciulla. Di queste parlarono vari letterati fra cui il Pera livornese e il Rossi: il Ghirelli poi, in un sonetto, la chiamò addirittura 'La Tredoziese Saffo'".
Il comune di Tredozio ha istituito un concorso di poesie intitolato alla poetessa. 
Dopo oltre 140 anni di silenzio, il 14 luglio 2019 è uscito un libro che raccoglie alcune poesie rappresentative della produzione della Fabroni. Oltre alle poesie, il volume contiene un'analisi critica delle opere e una breve biografia della poetessa. 

## Opere
Segue una bibliografia parziale.
- Ricordo, Tipografia Nistri, 1869.[7]
- Nuovi Versi, Tipografia Nistri, 1870
- Versi, Tipografia Nistri, 1871.
- Versi, Tipografia Nistri, 1872.
- Per nozze Morelli-Pera, Tipografia Vigo, 1873.
- A Virginia Biscioni sposa Raffaello Luperi-Centoni, Tipografia Nistri, 1873.
- A Emilia Biscioni sposa Temistocle Mazzei, Tipografia Nistri, 1874.
- Virtù e affetti - Prose e Poesie, Stamperia Novelli, 1874.
- Versi, Tipografia Nistri, 1874.
- Bozzetti famigliari, Treves, 1877.
- Versi, Tipografia Nistri, 1877.

### Pubblicazioni postume
- Alla memoria di Maria Virginia Fabroni da Tredozio, Autori Vari, 1878.
- Poesie inedite postume di Maria Virginia Fabroni da Tredozio, 1880.
- Maria Virginia Fabroni - Poesie scelte. Ed. Tempo al Libro, 2019